# Kłonów (gromada)
Kłonów – dawna gromada, czyli najmniejsza jednostka podziału terytorialnego Polskiej Rzeczypospolitej Ludowej w latach 1954–1972.
Gromady, z gromadzkimi radami narodowymi (GRN) jako organami władzy najniższego stopnia na wsi, funkcjonowały od reformy reorganizującej administrację wiejską przeprowadzonej jesienią 1954 do momentu ich zniesienia z dniem 1 stycznia 1973, tym samym wypierając organizację gminną w latach 1954–1972.
Gromadę Kłonów siedzibą GRN w Kłonowie utworzono – jako jedną z 8759 gromad na obszarze Polski – w powiecie radomskim w woj. kieleckim, na mocy uchwały nr 13i/54 WRN w Kielcach z dnia 29 września 1954. W skład jednostki weszły obszary dotychczasowych gromad Kłonów, Kłonówek, Tynica i Rawica ze zniesionej gminy Kuczki w tymże powiecie. Dla gromady ustalono 21 członków gromadzkiej rady narodowej.
Gromada przetrwała do końca 1972 roku, czyli do kolejnej reformy gminnej.